# André Beauneveu
André Beauneveu (ur. 1330 Valenciennes, zm. 1401/1403 Bourges) – malarz iluminator i rzeźbiarz urodzony w hrabstwie Hainaut należącego do Zjednoczonych Prowincji Niderlandów, obecnie leżące w granicach Francji.  
Edukacje artystyczną pobierał w kręgu Jeana Pepina de Huy. W latach 1359–1362 pracował dla Jolanty hrabiny Baru, dla której wykonał dekoracje kaplicy zamkowej w Nieppe. Następnie pracował dla Karola V w latach 1364-1366 wykonując cztery figury nagrobne dla Saint-Denis: Jana Dobrego, Filipa VI i Joanny Burgundzkiej i samego Karola W latach 1367–1372 artysta przebywał na służbie u biskupa Winchester, Williama of Wykehama, w Anglii. Tam prawdopodobnie współpracował razem z Jeanem de Liège, z którym wykonał m.in. nagrobek Filipy de Hainaut w Westminister Abbey. W 1372 roku powrócił do Flandrii, do Tournai a następnie do Valenciennes. W latach 1374–1381 pracował dla hrabiego Ludwika de Male w Kortrijk, gdzie wykonał jego nagrobek oraz alabastrową figurę św. Katarzyny. Od 1386 roku przeszedł na służbę Jana de Berry i zamieszkał w Bourges. Tam oraz w Mehur-sur-yevre wykonywał prace rzeźbiarskie m.in. dekoracja w rezydencji książęcej (zachowała się jedynie głowa proroka w Luwrze). Dla księcia de Berry w 1386 roku wykonał iluminacje do Psałterza księcia de Berry: dwadzieścia cztery miniatury z tronującymi prorokami i apostołami, będące pierwowzorem dla jego późniejszych rzeźb, ujętych w technice grisaillowej w tradycji miniaturek Jeana Pucelle'a.